# 大川村
大川村（日语：／ Ōkawa mura）是位於日本高知縣土佐郡的村。北邊與愛媛縣新居濱市接壤，境內約90%的面積被山地覆蓋，其周圍被海拔1000公尺以上的四國山地環繞，吉野川則由西向東流經村落中心。當地受到1960、70年代白瀧銅礦山的關閉，以及早明浦水庫的竣工導致村落的中心地被淹沒，人口開始急遽減少。目前大川村是日本本土人口最少的行政區。

## 歷史
於1889年實施町村制時設置為現在的大川村。過去曾經因為開採銅礦而繁榮，人口曾經多達4,000人。在1977年興建完成的早明浦水庫，包含村公所辦公室在內的大部分聚落為水庫預定地，這些因素影響下人口逐漸減少。在2005年人口僅215人的愛知縣富山村併入豐根村後，大川村成為日本本土人口最少的行政區劃（全日本人口最少的行政區劃是位於伊豆群島青島的東京都青島村）。

## 教育
原先設有大川村立的大川小學與大川中學，因學生人數逐年減少，在2022年將中學與小學合併為大川中小學校，轉型為義務教育學校。

## 觀光
早明浦水庫為四國地區最大的水庫，舊的村中心位於水庫底。當時由於抗議水庫的興建，村民並未拆除過去的舊村公所辦公室，因此現在在水庫水位較低時（約在夏季及冬季時)可以看到舊村公所辦公室建築出現在湖底，或部份露出於水面上。在2003年至2006年間以及2017年，因吉野川及水庫的儲水量下降，觀測到舊村役所重現的紀錄。

## 姊妹、友好城市

### 日本
- 白山市（石川縣）
於1984年與河內村締結為姊妹村，河內村於2005年2月1日合併為白山市。

## 外部來源
- 官方网站 （日語）
- . 水資源機構 池田総合管理所.   [2024-04-12]. （原始内容存档于2024-07-05）.（日語）